# Marcelino Menéndez Pelayo
Marcelino Menéndez Pelayo, född 3 november 1856 i Santander, död där 19 maj 1912, var en spansk litteraturhistoriker och kritiker. 
Menéndez blev redan vid 20 års ålder filosofie doktor, 1878 professor i filosofi och litteraturhistoria vid universitetet i Madrid, 1881, vid endast 25 års ålder, ledamot av Real Academia Española och 1898 överbibliotekarie vid Nationalbiblioteket. Efter 20 års verksamhet som professor ägnades honom ett arbete i två stora kvartband, "Homenaje á Menéndez y Pelayo", innehållande avhandlingar av en mängd spanska och utländska lärda. 
Menéndez väckte först uppmärksamhet genom sin Ciencia española (1878), varpå följde Historia de los Heterodoxos españoles (1880–1881). Med tiden blev han, av både anhängare och motståndare, betraktad som Spaniens främsta kritiker och utövade stort inflytande på den yngre generationen, exempelvis Emilio Cotarelo y Mori, Rafael Altamira och Ramón Menéndez Pidal. 
Av Menéndez övriga arbeten kan nämnas Calderón y su teatro (1881), Historia de las ideas estéticas en España (nio band, 1883 och senare), Horacio en España, Estudios de crítica literaria (tre band, 1884–1901), Antologia de poetas hispano-americanos (fyra band, 1893–1895), Antologia de poetas líricos castellanos (nio band till 1900), Estudios poéticos (med många översättningar av grekiska och latinska skalder) och La novela entre los latinos, Estudios críticos sobre escritores montañeses. Dessutom redigerade han Spanska akademiens stora upplaga av Lope de Vegas och Francisco de Quevedos arbeten samt utgav en samling Odas, epistolas y tragedias, i versifikatoriskt avseende tekniskt fulländade, men mindre betydande än hans kritiska arbeten.